# Leon Kopelman
Leon Kopelman (ur. 26 kwietnia 1924 w Warszawie, zm. 13 sierpnia 2021) – żołnierz Armii Krajowej ocalony z Gęsiówki przez żołnierzy batalionu „Zośka”.

## Życiorys
Urodził się w Warszawie w rodzinie kupców, którzy posiadali sklep „Bronisława”. 
Po wybuchu wojny złapany podczas łapanki i umieszczony w getcie warszawskim. W getcie działał w Żydowskiej Organizacji Bojowej. Brał udział w powstaniu w getcie, a po nim został więziony w Pawiaku. 
W pierwszych dniach sierpnia 1944 został wyzwolony z Gęsiówki przez żołnierzy batalionu „Zośka”. Do „Zośki” wstąpił jako ochotnik przechodząc wraz z Polakami szlak bojowy zgrupowania „Radosław” ze Starego Miasta na Czerniaków. Po wkroczeniu Armii Czerwonej w 1945 dzięki fałszywym dokumentom udało mu się dotrzeć do Włoch, skąd wsiadł na statek płynący do Izraela. Tam odnalazł swojego ojca i siostrę, którzy przeżyli zagładę. W 1948 walczył w armii izraelskiej w I wojnie izraelsko-arabskiej.